# Urs Marti (Politiker)
Urs Marti (* 28. Juni 1967 in Chur) ist ein Schweizer Politiker (FDP) und Unternehmer. Er war von 2013 bis 2024 Stadtpräsident von Chur. Seit 2025 ist er Präsident des Hauseigentümerverbands Graubünden und designierter Verwaltungsratspräsident der Arosa Bergbahnen AG.

## Leben
Urs Marti wuchs in Chur auf und absolvierte nach der obligatorischen Schulzeit eine kaufmännische Lehre. Anschliessend bildete er sich in Zürich zum eidgenössisch diplomierten Immobilientreuhänder weiter. Im Alter von 27 Jahren gründete er seine eigene Unternehmung MATA Treuhand AG mit Sitz in Chur und Zweigstellen in Arosa und Winterthur. In den folgenden Jahren baute er weitere Unternehmen auf und beteiligte sich an bestehenden.
Marti hatte zudem diverse Verwaltungsratsmandate inne, unter anderem bei der Schweizerischen Unfallversicherungsanstalt SUVA (1999 bis 2011) sowie beim Ausgleichsfonds AHV/IV/EO in Genf (1999 bis 2011). Ebenso war er an der Hochschule für Wirtschaft Zürich (HWZ), zuerst als Delegierter und später als Präsident tätig (2004 bis 2012). Darüber hinaus engagierte er sich in weiteren Organisationen – etwa im Verbund des Kaufmännischen Verbands Schweiz – und war Mitgründer des Schweizerischen Instituts für Betriebsökonomie Zürich AG, mit dem er am Bildungszentrum Sihlhof in Zürich als Bauherr beteiligt war. In seiner Heimatstadt Chur fungierte Marti ausserdem als Präsident der ibW Höhere Fachschule Südostschweiz (2002–2012), eine der wichtigsten Bildungsinstitute in der Region. Er engagierte sich auch im Vorstand mehrerer Organisationen für Benachteiligte oder Behinderte. 
Nach seiner Wahl zum Stadtpräsidenten 2012 gab Marti einen Grossteil seiner beruflichen Ämter und Funktionen auf, um sich der politischen Tätigkeit zu widmen. Nach Ende seiner Amtszeit als Stadtpräsident kehrte er jedoch in die Privatwirtschaft zurück. Seit dem 1. Januar 2025 ist er geschäftsführender Präsident des Hauseigentümerverbands Graubünden (HEV), wo er die Nachfolge des langjährigen Amtsinhabers Reto Nick antrat. Im Frühjahr 2025 wurde Marti vom Verwaltungsrat der Arosa Bergbahnen AG als neuer Verwaltungsratspräsident nominiert; die Wahl durch die Generalversammlung ist für Ende September 2025 vorgesehen.
Urs Marti ist verheiratet mit Chantal Marti-Müller und Vater von zwei Töchtern. Sein Bruder ist der Schauspieler Beat Marti.

## Politische Karriere
Im Jahre 2000 wurde Urs Marti in den Grossen Rat des Kantons Graubünden gewählt. Dort vertrat er 22 Jahre lang den Wahlkreis Chur und gehörte der FDP-Fraktion an. Unter anderem präsidierte er 2007/08 die Geschäftsprüfungskommission (GPK) und 2010 bis 2012 die Kommission für Staatspolitik und Strategie (KSS). Ende 2021 kündigte Marti an, bei den Grossratswahlen 2022 nicht mehr zu kandidieren, um Platz für Nachfolger zu machen und sich auf die Zeit nach dem Stadtpräsidium vorzubereiten. Damit schied er im Mai 2022 aus dem Grossen Rat aus.
Im Jahr 2012 wurde Urs Marti erstmals zum Stadtpräsidenten der Stadt Chur gewählt. Er trat die Nachfolge von Christian Boner (BDP) an und gehörte als Vorsteher des Departements Finanzen, Wirtschaft und Sicherheit dem dreiköpfigen Churer Stadtrat (Exekutive) an. Bei seinem Amtsantritt 2013 war Marti mit 45 Jahren einer der jüngsten Stadtpräsidenten, die Chur bis dato gehabt hatte. Marti wurde in der Folge zweimal im Amt bestätigt: sowohl 2016 als auch 2020 erzielte er deutliche Resultate. Bei den Gesamterneuerungswahlen vom 27. September 2020 erreichte er mit 7’372 Stimmen nicht nur das beste Resultat aller Kandidierenden an diesem Tag, sondern stellte damit auch ein bis heute gültiges historisches Rekordergebnis für die Wahl zum Churer Stadtpräsidenten auf. Auch der Geschäftsbericht der Stadt Chur würdigte dieses Ergebnis als herausragend. Seine letzte Amtszeit dauerte von 2021 bis 2024. Aufgrund der in Chur geltenden Amtszeitbeschränkung von drei Legislaturperioden musste Marti 2024 als Stadtpräsident ausscheiden. Er blieb bis zum Ende der Amtsperiode im Dezember 2024 im Amt und verabschiedete sich danach von der Stadt. Bei der Wahl seines Nachfolgers kam es zu einem knappen Resultat zwischen dem Kandidaten der SP und demjenigen der FDP. Letztlich wurde der FDP-Stadtrat Hans Martin Meuli im zweiten Wahlgang vom 30. Juni 2024 zum neuen Stadtpräsidenten gewählt; eine Nachzählung bestätigte Meulis Sieg mit nur 16 Stimmen Vorsprung. Hans Martin Meuli übernahm das Amt als Stadtpräsident Anfang 2025.

## Positionen
Politisch gilt Urs Marti als wirtschafts- und finanzorientierter Vertreter der Freisinnig-Demokratischen Partei (FDP). Als Stadtpräsident legte er grossen Wert auf eine solide Finanzpolitik und schlanke Staatsstrukturen. Unter seiner Führung implementierte Chur mehrere Sparprogramme, die zur Entlastung des Budgets beitrugen. So konnte die Stadt ab Mitte der 2010er-Jahre wieder Haushaltsüberschüsse ausweisen. Marti erklärte 2015, Chur sei auf dem richtigen Weg, da sich die Anstrengungen der vergangenen Jahre sukzessive in den städtischen Finanzen positiv bemerkbar machten. Gleichzeitig profitierte Chur in dieser Zeit von steigenden Steuereinnahmen und einem neuen kantonalen Finanzausgleich.
Ein weiteres zentrales Anliegen Martis war die Zusammenlegung von Gemeinden im Raum Chur. Er setzte sich für Gemeindefusionen ein, um effizientere Strukturen zu schaffen und die Verbundenheit der umliegenden Gemeinden mit Chur zu stärken. Unter seiner Ägide wurden die bis dahin eigenständigen Nachbargemeinden Maladers (2020) und Haldenstein (2021) mit der Stadt Chur fusioniert. Marti begrüsste diese Zusammenschlüsse ausdrücklich: Dadurch entstünden gute Voraussetzungen, in Chur ländlich zu leben, erklärte er – diese gelte es zu erhalten. Er betonte auch, dass in der Bevölkerung ein Wille zur Vereinfachung der Strukturen bestehe und Fusionen bei gründlicher Vorbereitung breite Unterstützung fänden.
In Sachfragen vertritt Marti typische FDP-Positionen. Er engagiert sich für bürgerlich-liberale Werte, was auch seine neue Rolle als Präsident des Hauseigentümerverbands prägt. So setzt er sich für die Interessen von Grund- und Wohneigentümern ein und plädiert für Eigentumsförderung im Kanton Graubünden im Sinne einer liberalen Wirtschaftspolitik. Marti gilt insgesamt als pragmatischer Politiker mit starkem Bezug zur regionalen Wirtschaft und zu den lokalen Gegebenheiten.